# Hiperosmia
La hiperosmia es un aumento de la agudeza olfativa (aumento del sentido del olfato), generalmente causado por un umbral más bajo del olfato. Etimológicamente la palabra “hiperosmia” se construye sobre el prefijo “hyper” que proviene del griego antiguo ὑπέρ, que significa “arriba más allá" y el término “osmia” proviene de οσμος que significa “olor”. Este trastorno de la percepción surge cuando hay una señal anormalmente aumentada en cualquier punto entre los receptores olfativos y la corteza olfativa. Las causas de la hiperosmia pueden ser genéticas, hormonales, ambientales o resultado del síndrome de abstinencia de las benzodiazepinas.

## Causas

### Genética
Un estudio de Menashe et al. ha descubierto que los individuos con una variante de polimorfismo de un solo nucleótido en el pseudogén OR11H7P tienen un umbral de activación del receptor más bajo para el ácido isovalérico.  Estos individuos son hiperósmicos para este único olor.
Otro estudio de Keller et al. ha descubierto que las personas con el receptor de olor humano OR7D4 intacto son más sensibles a la androsterona y la androstendiona y, por lo tanto, las encuentran desagradables (las personas con el OR7D4 semifuncional tienen dos polimorfismos de un solo nucleótido no sinónimos en el pseudogén OR7D4, lo que resulta en dos sustituciones de aminoácidos ).  Todavía no se han realizado investigaciones exhaustivas sobre los antecedentes genéticos de las personas con hiperosmia general, más que sobre un solo olor.

### Ambiental
No se han realizado investigaciones exhaustivas sobre las causas ambientales de la hiperosmia, pero existen algunas teorías sobre algunas posibles causas.
En un estudio de Atianjoh et al., se ha descubierto que las anfetaminas disminuyen los niveles de dopamina en los bulbos olfativos de los roedores.  Sobre esta base, se ha planteado la hipótesis de que el consumo de anfetaminas puede causar hiperosmia en roedores y humanos, pero aún se necesitan más investigaciones. El apoyo anecdótico a la creencia de que las anfetaminas pueden causar hiperosmia proviene del relato de Oliver Sacks de un paciente (que más tarde reveló que era él mismo) con un sentido del olfato agudizado después de tomar anfetaminas. 
Se sabe que el metotrexato, administrado en el tratamiento de la psoriasis, causa hiperosmia y es más probable que lo haga en pacientes con antecedentes de migrañas.  Sin embargo, esto es sólo una observación y no parte de un estudio; por lo tanto, aún está por verificarse.

### Hiperosmia y embarazo
Según el psicólogo Gérard Brand, autor del libro À la découverte des odeurs paru chez iste éditions (Descubriendo los olores) publicado por iste éditions, se consideraba que este fenómeno de hiperosmia en mujeres embarazadas, bien identificado desde hace años, se debía al "Papel protector desempeñado por el olfato frente a sustancias potencialmente teratogénicas", particularmente durante los primeros tres meses de embarazo o el "la vulnerabilidad del feto es máxima." Muchos estudios que han confirmado este hecho se basan en realidad en los sentimientos de las mujeres embarazadas y no en análisis científicos reales. 

## Tratamiento
Si la causa es ambiental, la agudeza olfativa normal generalmente regresará con el tiempo, incluso si no se diagnostica ni se trata.   Es posible que las personas hiperósmicas deban evitar la exposición a olores fuertes durante un período de tiempo si la sensación se vuelve insoportable.  Se utilizaron antagonistas de la dopamina como las butirofenonas o el clorhidrato de tioridazina para tratar la hiperosmia, pero luego se suspendieron debido a efectos secundarios indeseables. 

## Caso famoso
La enfermera británica jubilada Joy Milne puede detectar a los pacientes que padecen la enfermedad de Parkinson mediante el olfato. Detectó un cambio en el olor corporal de su marido varios años antes de que desarrollara la enfermedad, sin comprender este cambio.  Luego, tras los primeros síntomas, durante una visita al hospital en 1994, se dio cuenta de que todos en el departamento tenían el mismo olor, potente, ligeramente almizclado, no necesariamente agradable. Se llevaron a cabo varias pruebas a ciegas, en particular oliendo camisetas usadas durante un día. Joy Milne siempre tuvo un cumplimiento del 100%, incluso en pacientes que aun no habían sido diagnosticados.
El marido de Joy Milne murió en 2015 a causa de su enfermedad. Joy Milne trabaja actualmente con varios neurobiólogos para identificar los marcadores químicos de la firma olfativa de las enfermedades, en particular mediante el estudio de la volatiloma del sebo. Además del Parkinson, identificó un olor propio del Alzheimer, más a vainilla, un olor propio de ciertos cánceres, vegetales o incluso terrosos, y de la tuberculosis. Estas detecciones se producen de forma muy temprana en el estadio de la enfermedad, varios meses o años antes de que aparezcan los primeros síntomas, lo que permite plantear tratamientos médicos preventivos.